# Colin McRae R4

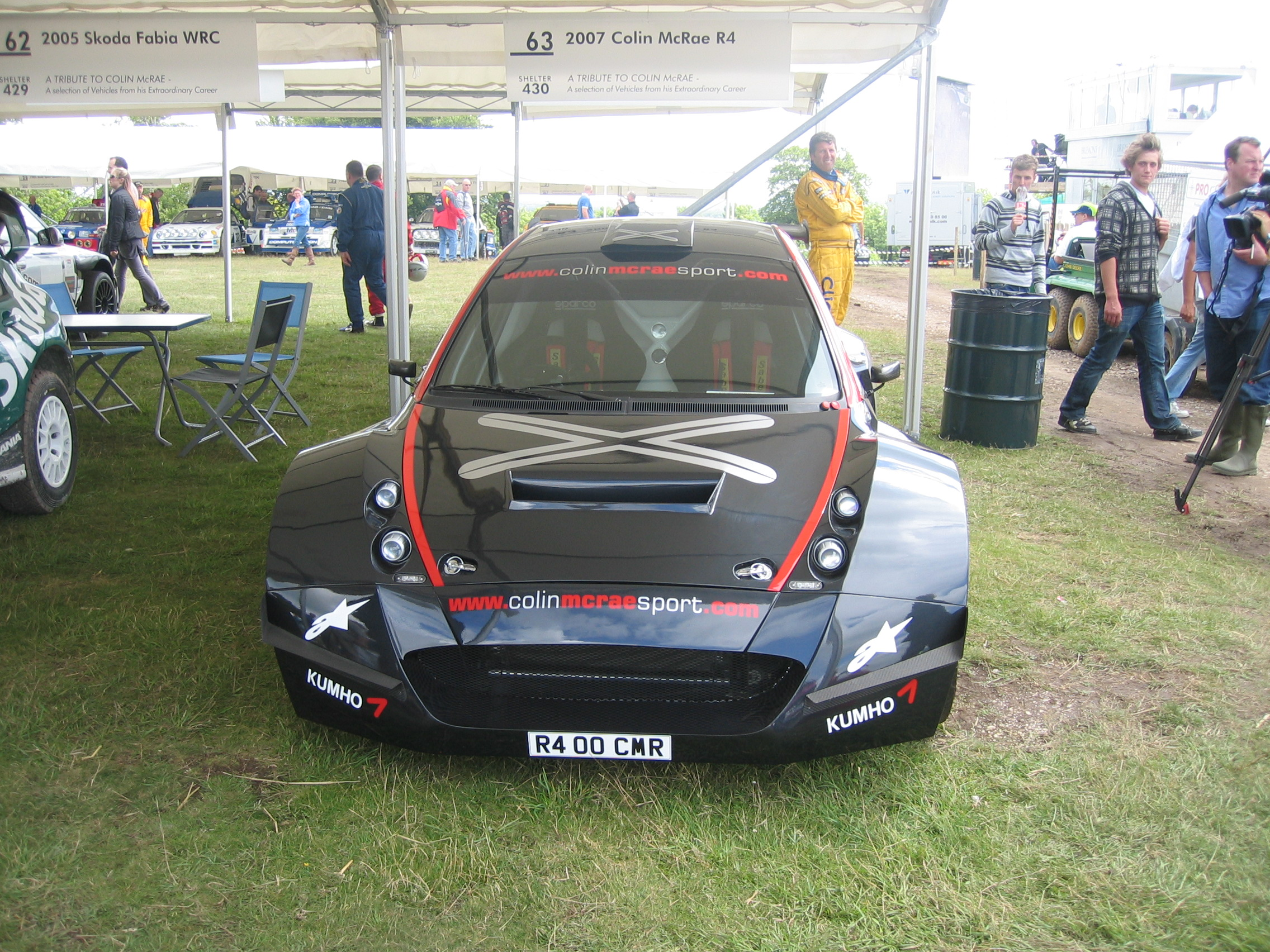
Colin McRae beim Goodwood Festival of Speed 2008

Der Colin McRae R4 ist ein von dem schottischen Rallyefahrer Colin McRae entwickeltes Hochleistungs-Rallyefahrzeug. Es wurde auf dem Goodwood Festival of Speed 2006 erstmals öffentlich gezeigt.
Das Fahrzeug wurde für den Rallye- und Rallye-Cross-Sport sowie für Eis- und Rundstreckenrennen konzipiert. Das Design der Karosserie stammt von Computerspieldesignern.

## Technische Besonderheiten
Der R4 verfügt über einen durchgehenden Stahlsicherheitskäfig und ein stahlummanteltes Cockpit. Front- und Heckpartie sind aus Carbon. Das Fahrzeug hat einen 2,5-Liter-4-Zylinder-Motor von Millington Racing mit 257 kW (350 PS) und sprintet in unter 5 Sekunden von 0 auf 100 km/h. Das Fahrwerk verfügt über Doppelquerlenker und Proflex-Stoßdämpfer. Die Kraftübertragung erfolgt über ein manuell schaltbares oder halbautomatisches sequenzielles 6-Gang-Getriebe. Der Käufer kann zwischen Heck- und Allradantrieb wählen.